# Chris Ensminger
Christopher William Ensminger (* 8. Dezember 1973 in Cincinnati, Ohio) ist ein ehemaliger US-amerikanischer Basketballspieler und heutiger Trainer. Er ist verheiratet, seine beiden Söhne Zachary und Jacob spielen ebenfalls Basketball.

## Karriere

### Spieler
Der 2,08 m große Center spielte in seinem Heimatland an der Valparaiso University (US-Bundesstaat Indiana). Er bestritt zwischen 1992 und 1996 116 Spiele für die Hochschulmannschaft und kam auf Mittelwerte von 9,1 Punkten sowie 7,8 Rebounds je Begegnung. Seine statistisch beste Saison war 1995/96, als er pro Begegnung im Schnitt 13,8 Punkte erzielte sowie 11,5 Rebounds holte. Mit 910 Rebounds setzte er sich in der ewigen Bestenliste der Hochschule auf den ersten Platz und hatte diese Stellung bis Januar 2017 inne, als er von Alec Peters übertroffen wurde.
Seine ersten Schritte im Berufsbasketball tat er in Frankreich, es folgten Stationen in Portugal sowie Neuseeland, ehe er 1999 zum Mitteldeutschen BC nach Deutschland wechselte. Beim MBC wurde Ensminger in seinem zweiten Jahr zum besten Rebounder der Bundesliga, als er in der Saison 2000/01 10,6 Abpraller pro Spiel holte.
2001 ging er innerhalb der Bundesliga nach Bamberg. Er war über Jahre Mannschaftskapitän der Brose Baskets. Er galt als bedingungsloser Verteidiger, der sich immer in den Dienst der Mannschaft stellte. Bis zur Saison 2004/05 war er fünf Jahre in Folge der beste Rebounder der Basketball-Bundesliga. In Bamberg verbuchte er in der Bundesliga in den Spieljahren 2001/02, 2002/03, 2004/05 jeweils zweistellige Werte in den Statistiken Punkte je Spiel und Rebounds je Spiel. Seinen besten Reboundschnitt erreichte der US-Amerikaner 2002/03 mit 12,2 pro Bundesliga-Einsatz, sein höchster Punkteschnitt wurde 2001/02 mit 15,0 je Begegnung verbucht. Auch im ULEB Cup erzielte er Spitzenwerte in dieser Disziplin und war in der Saison 2004/05 mit 10,7 pro Spiel bester Rebounder in dem europäischen Wettbewerb. 2005 und 2007 wurde er mit den Franken deutscher Meister. Zu seiner Bamberger Zeit sorgten seine Duelle unter dem Korb mit dem Berliner Jovo Stanojević ligaweit für Aufsehen. Ende Juni 2008 wurde bekannt, dass sein Vertrag bei den Brose Baskets nicht verlängert wurde. Danach unterschrieb er einen Vertrag bis zum Ende der Saison 2009 bei den Paderborn Baskets. Dort half er, den Verein in die Play-Offs zu führen, wo Paderborn im Viertelfinale Alba Berlin knapp mit 2:3 unterlag.
Im Juli 2009 wurde bekannt, dass Ensminger zur Saison 2009/2010 einen Vertrag über zwei Jahre bei den Telekom Baskets Bonn unterschreibt. Dort bildete er in der Saison 2009/2010 zusammen mit John Bowler ein Gespann auf der Innenposition. 2011 verlängerte Ensminger seinen Vertrag in Bonn um weitere zwei Jahre bis zum Ende der Saison 2012/2013. Nach dem Ende der Saison 2012/2013 beendete er seine Karriere als Spieler. Er bestritt insgesamt 485 Bundesliga-Spiele und lag mit 5438 erzielten Punkten in der ewigen Korbjägerliste der Bundesliga auf dem neunten Rang, als er 2013 vom Leistungssport zurücktrat. Durch seine harte und körperbetonte Spielweise habe Ensminger „die unbedingte Liebe der Mitspieler und Fans seines Klubs, auf der anderen Seite aber auch Verachtung von gegnerischen Anhängern“ erfahren, wurde er im Buch 50 Jahre Basketball-Bundesliga beschrieben.

### Trainer
Zur Saison 2013/2014 wurde Ensminger neuer Trainer der Oettinger Rockets Gotha in der 2. Bundesliga ProA. Er erhielt in Gotha einen Vertrag, der sowohl für die ProA, wie auch für die 2. Bundesliga ProB Gültigkeit besaß. Nach einer Bilanz von zehn Siegen und zehn Niederlagen im Verlauf der Saison 2016/17 trennten sich die Rockets am 31. Januar 2017 vorzeitig von Chris Ensminger.
Zum Spieljahr 2017/18 übernahm er das Cheftraineramt bei der NBBL-Mannschaft von BBU Allgäu/Memmingen (später in OrangeAcademy umbenannt), die zum Nachwuchsnetzwerk des Bundesligisten Ratiopharm Ulm gehört. Dort gehörte zeitweise sein Sohn Jacob zu seinen Spielern. Des Weiteren übernahm er in Ulm die Nachwuchskoodinierung sowie die sportliche Leitung eines mit dem Ulmer Bundesligisten verbundenen Unternehmens, das Dienstleistungen in der Spielerberatung und -entwicklung anbietet.

## Erfolge und Auszeichnungen

### Spieler
- 2× Deutscher Meister mit Brose Baskets Bamberg (2005, 2007)
- MVP BBL All-Star Game (2010)
- 3× BBL All-First-Team (2008, 2009, 2010)
- BBL All-Second-Team (2005)
- Gewinn des BBL Champions Cup (2007)
- 7× Bundesliga-All-Star (2002–2006, 2009, 2010)
- bester Rebounder im ULEB Cup (2005)
- 5× bester Rebounder der Bundesliga (2001–2005)
- bester Rebounder im FIBA Eurocup (2004)
- NBL All Star (1999 Neuseeland)
- bester Rebounder der NBL (1999 Neuseeland)